# Mare de Déu de l'Horta (Ivars d'Urgell)
Mare de Déu de l'Horta és un monument del municipi d'Ivars d'Urgell (Pla d'Urgell) inclòs en l'Inventari del Patrimoni Arquitectònic de Catalunya.

## Descripció
Ermita de pedra d'una sola nau, separada de l'entrada per una reixa.
L'entrada té cobertura de volta de canó amb llunetes igual que la de la nau, però aquesta darrera queda més alta. La nau té quatre trams i sis columnes adossades amb decoració moderna. Les dues columnes més pròximes a l'altar tenen dos forjats per a penjar llums. Al sostre de la capçalera hi ha una gran conquilla de gusta barroc.
La façana és de carreu fins a l'alçada de la portada, per damunt és de pedra de maçoneria. A la part central té una portada de forma quadrada amb guarnició esculpida. Damunt d'aquesta, un rosetó i una finestra rodona.
Tret de la façana i el campanar, la resta del paraments exteriors són arrebossats i estucats simulant un acabat de carreus decorats amb un rombe a l'interior.
La torre campanar té forma octogonal, és molt semblant a la de l'església del poble. La coberta del campanar és de tova de diferents colors.
Cada mur lateral té quatre contraforts.
A l'interior es troba una pica d'aigua beneïda molt esculpida.

## Història
La història d'aquesta ermita es coneix a través d'una llegenda: un pastor va trobar una imatge de la Mare de Déu dins un om que es trobava en plena horta. La verge va ser instal·lada a l'església del poble però va desaparèixer, tornant a l'om. La gent va pensar que la Mare de Déu no es volia moure de l'horta i van aixecar l'ermita.